# Gurney-mézevő
A gurney-mézevő (Promerops gurneyi)  a madarak osztályának a verébalakúak (Passeriformes) rendjébe, ezen belül a fokföldi mézevőfélék (Promeropidae) családjába tartozó faj.

## Előfordulása
A Dél-afrikai Köztársaság, Lesotho, Mozambik, Szváziföld és Zimbabwe területén honos. A természetes élőhelye szubtrópusi és trópusi száraz erdők, száraz szavannák és bozótosok.

## Alfajai
- Promerops gurneyi ardens
- Promerops gurneyi gurneyi

## Megjelenése
Testhossza 23–29 centiméter, farka hosszú (a teljes testhosszából 10–17 centiméter), a hímeknél hosszabb mint a tojóknál, testsúlya 32–38 gramm. Háta és farka szürke színű, feje és mellkasa pirosas barna színű. Hasa fekete-fehér színű, csőre hosszú és lefelé ívelt. A faránál a fedőtollak sárgák.
|  |

## Életmódja
Magányosan, párban vagy kis csoportokban él. Tápláléka nektárból és ízeltlábúakból áll. A földgazdák mérgező rovarirtóval permetezték a fákat a növények védelmére, ez a faj egyedszámának csökkenését eredményezte.